# 野田大燈
野田 大燈（のだ だいとう、1946年3月21日 - ）は、日本の曹洞宗の僧侶、教育者。喝破道場塾長、報四恩精舎住職。元總持寺後堂。
サッカーワールドカップ日本代表元監督の岡田武史の心の師として知られる。

## 略歴
1946年3月21日、香川県高松市に生まれる。1973年、働きながら香川県立高松南高等学校定時制を卒業。指圧鍼灸専門学校に通い、健康器具販売会社を設立。1974年4月8日、駒澤大学理事長の栗田大俊に師事して出家得度。瑞応寺専門僧堂にて修行。1975年、遺産の土地に醤油樽、後にバスを改造した「報四恩精舎」を建てる。不登校や非行の青少年を受け入れ、1984年に財団法人喝破道場を設立。1993年、四恩の里設立、1994年、若竹学園を設立。2001年、板橋興宗に呼ばれ、総持寺後堂を務め、カウンセリングを僧堂に導入する。2006年、青少年の受け入れ事業「若者自立塾」が、厚生労働省の正式な委託事業となる。

## 受賞歴
- 1989年、正力松太郎賞
- 1989年、キワニス社会公益賞
- 2008年、仏教伝道文化賞

## 著書
- 『カッパ独語』（美巧社、1984年）
- 『カッパ問答』（喝破道場、1992年）
- 『みどりの中の禅道場-シンプル&ナチュラル-』（EH春潮社、2004年）
- 『いちばん大切なこと-禅的発想のススメ-』（ビジネス社、2005年）
- 『ほっとする般若心経』（高木大宇書画、二玄社、2008年）
- 『子どもを変える禅道場-ニート・不登校児のために-』（大法輪閣、2008年）

### 監修
- 『ほっとする禅語70 続』（杉谷みどり文・石飛博光書、二玄社、2004年）
- 『平常心是道-W4545杯16強に導いた岡田前監督を支えた言葉-』（毎日コミュニケーションズ、2010年）

### 論文
- CiNii>野田大燈

## 出演

### TV
NHK教育
- こころの時代 - 2015年11月29日

### ラジオ
NHKラジオ第一
- ラジオ深夜便 - 明日へのことば 2012年8月16日・17日